# Многоагентная система

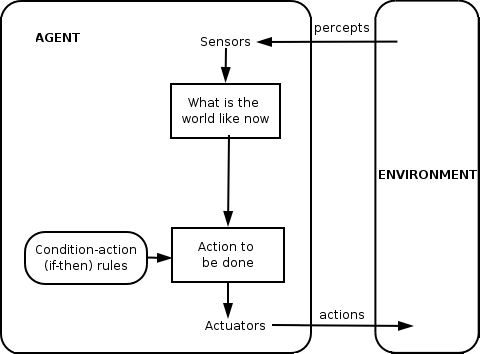
Обычный агент

Обучающийся агент

Многоагентная система (МАS, англ. Multi-agent system) — это система, образованная несколькими взаимодействующими интеллектуальными агентами. Многоагентные системы могут быть использованы для решения таких проблем, которые сложно или невозможно решить с помощью одного агента или монолитной системы. Примерами таких задач являются онлайн-торговля, ликвидация чрезвычайных ситуаций, и моделирование социальных структур.

## Обзор
В многоагентной системе агенты имеют несколько важных характеристик:
- Автономность: агенты, хотя бы частично, независимы
- Ограниченность представления: ни у одного из агентов нет представления о всей системе, или система слишком сложна, чтобы знание о ней имело практическое применение для агента.
- Децентрализация: нет агентов, управляющих всей системой[5]

Обычно в многоагентных системах исследуются программные агенты. Тем не менее, составляющими мультиагентной системы могут также быть роботы, люди или команды людей. Также, многоагентные системы могут содержать и смешанные команды.
В многоагентных системах может проявляться самоорганизация и сложное поведение даже если стратегия поведения каждого агента достаточно проста. Это лежит в основе так называемого роевого интеллекта.
Агенты могут обмениваться полученными знаниями, используя некоторый специальный язык и подчиняясь установленным правилам «общения» (протоколам) в системе. Примерами таких языков являются Knowledge Query Manipulation Language (KQML) и FIPA’s Agent Communication Language (ACL). Такие языки позволяют агентам не просто обмениваться данными, а вести "диалог", включающий запросы, ответы, согласия, отказы и согласование действий.

## Изучение многоагентных систем
Изучение многоагентных систем связано с решением проблем искусственного интеллекта.
Темы для исследования в рамках МАС:
1. знания, желания и намерения (BDI),
2. кооперация и координация,
3. организация,
4. коммуникация,
5. согласование,
6. распределенное решение,
7. распределенное решение задач,
8. мультиагентное обучение
9. надежность и устойчивость к сбоям

## Парадигмы многоагентных систем
Многие МАС имеют компьютерные реализации, основанные на пошаговом имитационном моделировании. Компоненты МАС обычно взаимодействуют через весовую матрицу запросов,
```
 Speed-VERY_IMPORTANT: min=45
 
mph, 
 Path length-MEDIUM_IMPORTANCE: max=60 expectedMax=40, 
 Max-Weight-UNIMPORTANT 
 Contract Priority-REGULAR 
```

и матрицу ответов,
```
 Speed-min:50 but only if weather sunny,  
 Path length:25 for sunny / 46 for rainy
 Contract Priority-REGULAR
 note - ambulance will override this priority and you'll have to wait
```

Модель «Запрос — Ответ — Соглашение» — обычное явление для МАС. Схема реализуется за несколько шагов:
1. сначала всем задаётся вопрос наподобие: «Кто может мне помочь?»
2. на что только «способные» отвечают «Я смогу, за такую-то цену»
3. в конечном итоге, устанавливается «соглашение»

Для последнего шага обычно требуется ещё несколько (более мелких) актов обмена информацией. При этом принимаются во внимание другие компоненты, в том числе уже достигнутые «соглашения» и ограничения среды.
Другой часто используемой парадигмой в МАС является «феромон», где компоненты «оставляют» информацию для следующих в очереди или ближайших компонентов. Такие «феромоны» могут испаряться со временем, то есть их значения могут изменяться со временем.

## Свойства
МАС также относятся к самоорганизующимся системам, так как в них ищется оптимальное решение задачи без внешнего вмешательства. Под оптимальным решением понимается решение, на которое потрачено наименьшее количество энергии в условиях ограниченных ресурсов.
Главное достоинство МАС — это гибкость. Многоагентная система может быть дополнена и модифицирована без переписывания значительной части программы.
Также эти системы обладают способностью к самовосстановлению и обладают устойчивостью к сбоям, благодаря достаточному запасу компонентов и самоорганизации.

## Применение МАС
Многоагентные системы применяются в нашей жизни в графических приложениях, например, в компьютерных играх. Агентные системы также были использованы в фильмах. Теория МАС используется в составных системах обороны.
Также МАС применяются в транспорте, логистике, графике, геоинформационных системах, робототехнике и многих других. Многоагентные системы хорошо зарекомендовали себя в сфере сетевых и мобильных технологий, для обеспечения автоматического и динамического баланса нагруженности, расширяемости и способности к самовосстановлению.